# Fauquier-Strickland
Pour les articles homonymes, voir Fauquier et Strickland.
Fauquier-Strickland est un canton canadien situé dans le district de Cochrane dans la province de l'Ontario. La population du canton est de 536 habitants. Les trois principales communautés du canton sont Fauquier, Strickland et Gregoires Mill toutes trois situées sur l'autoroute 11 entre Departure Lake et Moonbeam.
Le canton fut d'abord incorporé le 24 décembre 1921 sous le nom de Shackleton and Machin d'après les deux anciens cantons géographiques qui formaient son territoire. Il adopta son nom actuel en 1964 d'après le nom de ses deux principales communautés.
Fauquier est situé le long de la rivière Groundhog (marmotte). D'ailleurs, le principal monument de la localité est une statue de marmotte située en bordure de route.

## Démographie
Selon le recensement de Statistiques Canada de 2016, la population de Fauquier-Strickland est de 536 habitants. Ceci représente une augmentation démographique de 1.13% comparé à la population de 530 en 2011. En 2006, la population de Fauquier-Strickland était de 568 habitants et en 2001 la population était de 678. 71,8 % de la population a le français en tant que langue maternelle tandis que 25,2 % a l'anglais comme langue maternelle. 3,0 % n'a pas une langue officielle comme langue maternelle.
| 2001 | 2006 | 2011 | 2016 |
| ---- | ---- | ---- | ---- |
| 678  | 568  | 530  | 536  |

## Présidents du conseil municipal
Liste des présidents du conseil municipal (reeves) :
- Pierre Guèvremont (1922-1929)
- Joseph-Alphonse-Anaclet Habel (1930-1931)
- Ph. Filion (1932)
- Napoléon Gravel (1933-1945)
- J. Émile Jacques (1946-1948)
- Raoul Tremblay (1949-1955)
- J. Antoine Laferrière (1956-1964, 1969-1972)
- Edmond Gauthier (1965)
- Laurent Dufour (1966-1968)
- Raymond Grzela (1972-2003)
- Jacques Demers (2003-2006)
- Madeleine Tremblay (2006 à aujourd'hui)